# 中央體育學院
中央体育学院位于朝鲜民主主义人民共和国南浦市，成立於1977年2月，是培養體育人才的專門院校。
該校為朝鮮民主主義人民共和國培養了大量體育選手，於男子排球、职业拳击、柔道、摔跤项目比較著名。該校設施完善，有举重、柔道、摔跤、游泳训练馆、多个野外训练场、足球训练场、后勤基地以及服务设施。
該校的培訓體系比較特別，設小学班、中学班、大学班，學生由小學到大學階段皆可在學院內完成。另外，該校按學生的體育技術水平进行訓練，不按年齡分級進行。 

## 學系設置
- 球类系
- 轻竞技系
- 重竞技系
- 理论系
- 再教育系
- 科研所

## 著名畢業生
- 蝉联世界摔跤冠军的人民体育人李在植
- 国际女子职业拳击冠军保持者、人民體育人金光玉